# Reichenstraße 15 (Quedlinburg)

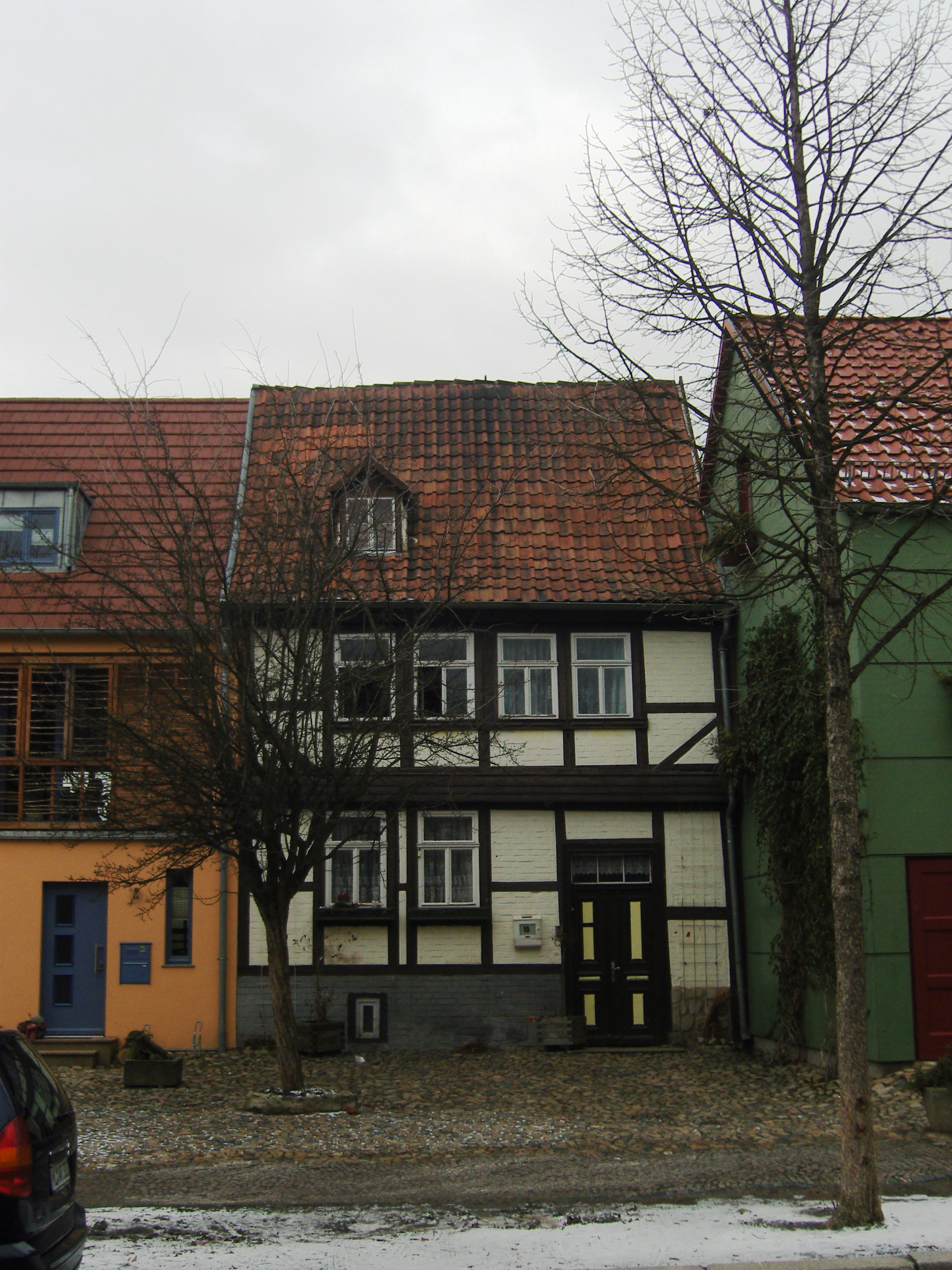
Haus Reichenstraße 15

Das Haus Reichenstraße 15 ist ein denkmalgeschütztes Gebäude in der Stadt Quedlinburg in Sachsen-Anhalt.

## Lage
Es befindet sich im nördlichen Teil der historischen Quedlinburger Neustadt. Das Gebäude ist im Quedlinburger Denkmalverzeichnis als Wohnhaus eingetragen. Nördlich des Hauses springt die Straßenflucht der Reichenstraße deutlich vor.

## Architektur und Geschichte
Das zweigeschossige schlichte Fachwerkhaus stammt aus der zweiten Hälfte des 17. Jahrhunderts. Es verfügt über eine sogenannte Fensterreihung sowie Fußstreben. Im 18. Jahrhundert erfolgte eine Erneuerung des Erdgeschosses. Das Gebäude erhielt auch eine Profilbohle.